# Enkhbatyn Badar-Uugan
Enkhbatyn Badar-Uugan est un boxeur mongol né le 3 juin 1985 à Oulan-Bator.

## Carrière
Champion d'Asie poids coqs et médaillé d'argent aux championnats du monde de Chicago en 2007, il devient champion olympique de la catégorie aux Jeux de Pékin en 2008 après sa victoire en finale contre le Cubain Yankiel Leon.

## Parcours auxJeux olympiques
Jeux olympiques d'été de 2008 à Pékin (poids coqs) :
- Bat Oscar Valdez (Mexique) 15-4
- Bat John Joe Nevin (Irlande) 9-2
- Bat Khumiso Ikgopoleng (Botswana) 15-2
- Bat Veaceslav Gojan (Moldavie) 15-2
- Bat Yankiel Leon (Cuba) 16-5

## Référence
1. ↑  (en) Palmarès amateur d'Enkhbatyn Badar-Uugan (boxrec.com)
2. ↑  (en) Résultats des Jeux olympiques 2008 (amateur-boxing.strefa.pl)